# Médiation technique
La médiation technique consiste à jouer un rôle d'intermédiaire entre deux entreprises pour permettre à l'une des entreprises de profiter des ressources techniques de l'autre. 
Il s'agit d'un outil d'innovation ouverte.
L'entreprise doit être comprise dans cet article au sens le plus large (sociétés, professionnels indépendants, associations, universités...). Les ressources techniques peuvent être des ressources intellectuelles (connaissances d'un expert), industrielles (outils, machines, véhicules ou équipements techniques).

## Fonctionnement
Généralement, l'une des deux entreprises mises en contact grâce à la médiation technique est demandeuse d'une ressource technique dont elle a besoin : c'est l'entreprise cliente. Elle s'adresse alors à une entreprise de médiation technique qui nomme un médiateur technique pour effectuer la mission.
Le médiateur technique a pour tâche :
- de définir avec l'entreprise cliente un cahier des charges de recherche,
- de rechercher une ou plusieurs entreprises qui peuvent fournir à l'entreprise cliente la ressource qu'elle recherche,
- de prendre contact avec ces entreprises,
- et de participer à la négociation de la mise à disposition de la ressource technique par l'une de ces entreprises.

À ces tâches peuvent s'ajouter, si un transfert de connaissances est nécessaire entre les deux entreprises :
- l'élicitation des connaissances d'un ou de plusieurs experts de l'entreprise fournisseuse,
- la modélisation de ces connaissances, c'est-à-dire leur structuration,
- et l'édition de ces connaissances sous un format adéquat (document papier, présentation, wiki, voire organisation d'une formation).

## Entreprises de médiation technique
La médiation technique peut être réalisée par divers types d'entreprises, comme :
- les agences régionales pour l'innovation,
- les pôles de compétitivité et plus généralement les grappes d'entreprises,
- ou encore les entreprises spécialisées dans la médiation technique.

Cette liste n'est évidemment pas exhaustive.

## Applications
La médiation technique peut servir à diverses applications. Voici quelques exemples.

### Avoir un avis d'expert
Une entreprise qui doit choisir entre plusieurs fournisseurs d'un produit ou d'un service dont elle ne maîtrise pas la technologie peut avoir besoin de faire appel à un expert pour obtenir un avis.
De même, un expert peut suggérer à l'entreprise de s'orienter vers une technologie plutôt qu'une autre, ou rédiger un cahier des charges à destination des fournisseurs de l'entreprise cliente.
Il peut enfin proposer à une entreprise qui innove des améliorations sur un prototype qu'elle développe.
La médiation technique permet de trouver une entreprise qui emploie un expert qualifié et prête à le mettre à disposition de l'entreprise cliente.

### Disposer d'un équipement industriel temporairement
Une entreprise qui a besoin d'un équipement industriel pour une période relativement courte, par exemple pour un test de prototype ou pour répondre à une demande spécifique et ponctuelle d'un client, n'a pas forcément les moyens d'acheter cet équipement, ni de former son personnel technique à son utilisation.
La médiation technique permet à l'entreprise cliente de trouver une entreprise prête à lui louer l'équipement et à lui mettre à disposition des techniciens formés à son utilisation.

### Trouver un partenaire
Le développement d'un composant de produit par une entreprise ne signifie pas forcément que cette entreprise souhaite le produire elle-même, par exemple si ce n'est pas son cœur de métier ou si elle souhaite seulement assembler les composants.
La médiation technique permet à cette entreprise de trouver une entreprise capable de réaliser ce composant.